# 内藤新宿
内藤新宿（ないとうしんじゅく）は、江戸時代に設けられた宿場の一つ。甲州街道に存在した宿場のうち、江戸日本橋から数えて最初の宿場であり、宿場内の新宿追分から甲州街道と分岐している成木街道（青梅街道）の起点でもあった。現在の住所では、東京都新宿区新宿一丁目から新宿二丁目・三丁目の一帯にあたる。
東海道の品川宿・中山道の板橋宿・日光街道（奥州街道）の千住宿と並んで、江戸四宿と呼ばれた。地名から四谷新宿と呼ばれることもある。

## 開設の背景
慶長9年（1604年）、江戸幕府により日本橋が五街道の起点として定められ、各街道で1里（約4km）ごとに一里塚を設けたほか、街道沿いに宿場が整備された。甲州街道最初の宿場は、慶長7年（1602年）に設けられていた高井戸宿であったが、日本橋から約4里（約16km）と遠く離れ、徒歩を主な手段とする当時の交通には不便であった。
東海道の品川宿・中山道の板橋宿・日光街道（奥州街道）の千住宿は、いずれも日本橋から約2里の距離にあり、五街道の内で甲州街道のみが江戸近郊に宿場を持たなかった。このため、日本橋 - 高井戸宿間での公用通行に対して人馬の提供を行う必要があった日本橋伝馬町と高井戸宿は、負担が大きかったとされる。幕府成立より約100年、江戸の発展に伴い甲州街道の通行量も増加を続けていた。

## 開設
元禄10年（1697年）、幕府に対し浅草阿部川町（現在の台東区元浅草三、四丁目の一部）の名主であった高松喜兵衛など5名の浅草商人が、甲州街道の日本橋 - 高井戸宿間に新しい宿場を開設したいと願い出る。請願を受けた幕府では、代官・細井九左衛門や勘定奉行・荻原重秀などが審査にあたった。
翌年6月、幕府は5600両の上納を条件に、宿場の開設を許可。日本橋から2里弱の距離で、青梅街道との分岐点付近に宿場が設けられることとなった。宿場予定地には信濃国高遠藩・内藤家中屋敷の一部や旗本の屋敷などが存在したが、これらの土地を幕府に返上させて宿場用地とした。
高松喜兵衛らは新たに5名の商人を加えて宿場の整備に乗り出し、この10名は「元〆拾人衆」「内藤新宿御伝馬町年寄」などと呼ばれた。元〆拾人衆の手で街道の拡幅や周辺の整地が行われ、元禄12年（1699年）に内藤新宿が開設された。宿場名である内藤新宿は、以前よりこの付近にあった「内藤宿」に由来する。内藤新宿への助郷は、開設当初どの村が請け負うのか明確でなかったが、後に角筈村など周辺24か所と定められた。
なお、浅草商人が莫大な金額を上納してまで宿場開設を願い出た理由としては、この地を新たな繁華街・行楽地として開発し、商売によって利益を上げる計画だったとする説が有力である。

## 繁栄

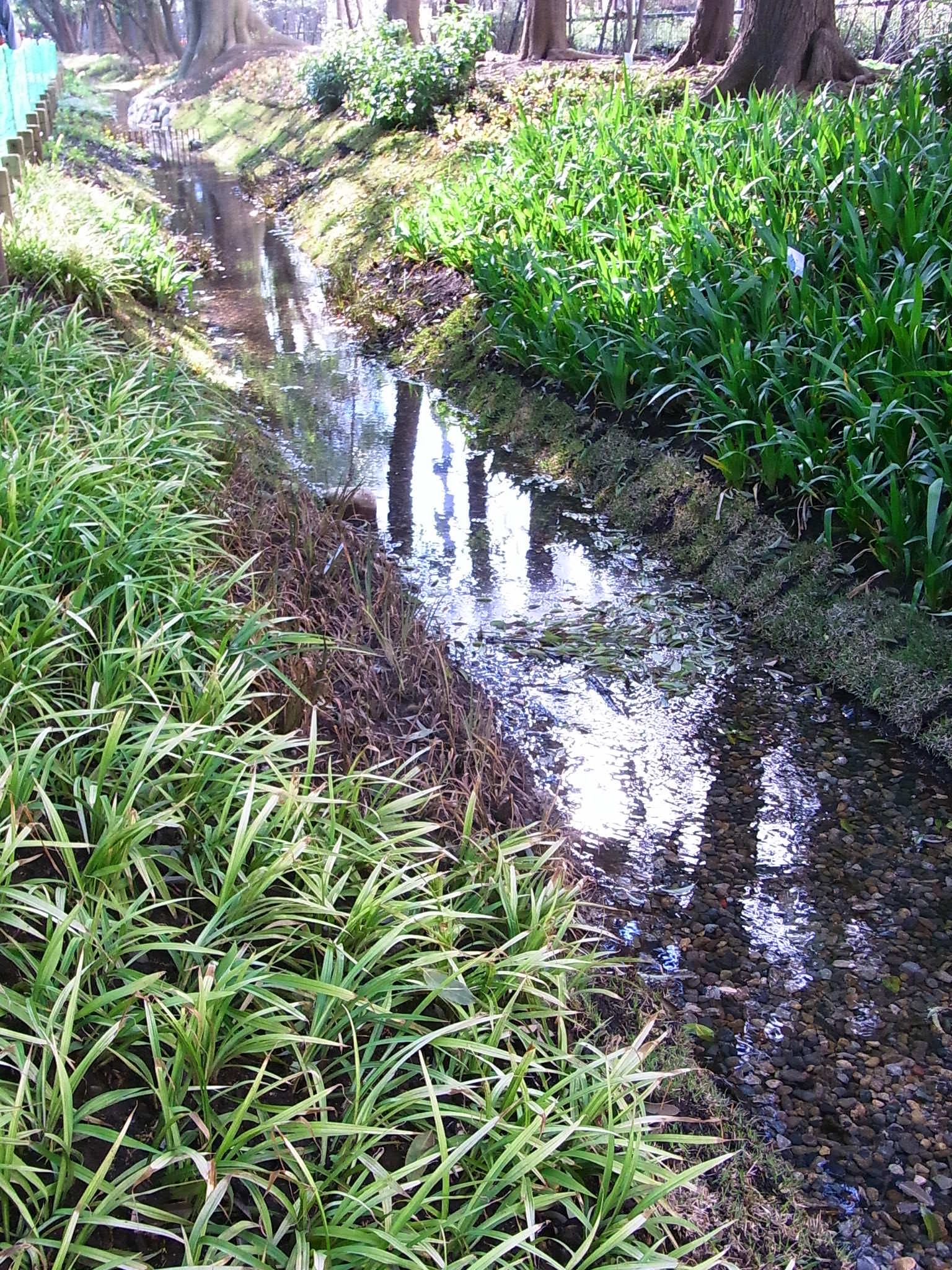
新宿御苑北側を流れる玉川上水（2010年4月25日撮影）

内藤新宿は玉川上水の水番所があった四谷大木戸から、新宿追分（現在の新宿三丁目交差点付近）までの東西約1kmに広がり、西から上町・仲町（中町）・下町に分けられていた。宿場開設に尽力した高松喜兵衛は、喜六と名を改め内藤新宿の名主となり、以後高松家当主は代々喜六を名乗り名主を務めた。開設当初はこの高松家が本陣を経営していたが、のちに本陣が存在しない時期もあるなど、火災による焼失や宿場の廃止・再開による混乱もあり、本陣や脇本陣に関しては一定していない。
宿場内では次第に旅籠屋や茶屋が増え、岡場所（色町）としても賑わっていった。宿場に遊女を置くことは認められていなかったが、客に給仕をするという名目で飯盛女・茶屋女として置かれていた。享保3年（1718年）には、宿場内に旅籠屋が52軒という記録が残っている。吉原がしばしば奉行所に提出していた遊女商売取り締まり願いの対象にもなり、これが宿場廃止となった原因の一つという。
また、元禄15年（1702年）2月と正徳6年（1716年）正月には、火災で大きな被害を出している。

## 廃止
享保3年（1718年）10月、内藤新宿は幕府によって廃止される。宿場開設より20年足らずでの決定であった。このため、高井戸宿が再び甲州街道最初の宿場となった。廃止により旅籠屋の2階部分を撤去することが命じられ、宿場としての機能は失われた。町そのものは存続したが、賑わいが消え人口も減少していくことになる。
幕府が表向きに廃止の理由としてあげたのは、「甲州街道は旅人が少なく、新しい宿でもあるため」不要、というものだった。しかし、この時期は8代将軍・徳川吉宗による享保の改革の最中であった。同じ10月に「江戸十里以内では旅籠屋一軒につき飯盛女は2人まで」とする法令が出されていることもあり、宿場としてより岡場所として賑わっていた内藤新宿は、その改革に伴う風紀取締りの一環として廃止されたと考えられている。

## 再開運動
享保8年（1723年）7月、高松喜六など4名が道中奉行所に宿場の再開を願い出る。宿場廃止に伴う町人の窮乏や、高井戸宿・伝馬町の負担増を理由とし、再開の際には1100両を上納するとの内容だったが、再開は認められなかった。
享保20年（1735年）には、逆に幕府側である南町奉行所から日本橋の伝馬町に対し、内藤新宿再開の検討をするようにとの指示が出る。やはり高井戸宿では遠すぎて問題が多かった。しかし実際に伝馬町が提出した再開願いは、元文2年（1737年）に吉宗の御側御用取次であった加納久通により却下されてしまう。
続いて、内藤新宿の西にあたる角筈村に宿場を新設する案が出る。寛保から明和年間にかけて数度に渡り開設願いが出されるが、いずれも認められることはなかった。これらの宿場再開・新設願いが却下され続けた理由は、廃止の際と同じく風紀上の問題が懸念されたためという。

## 再開
明和9年（1772年）4月、内藤新宿が再開される。50数年ぶりの再開であり、「明和の立ち返り駅」と呼ばれた。
これまで却下され続けた再開が認められた背景には、品川宿・板橋宿・千住宿の財政悪化があった。各街道で公用の通行量が増加し、宿場の義務である人馬の提供が大きな負担となっていたのである。幕府は宿場の窮乏に対し、風紀面での規制緩和と、宿場を補佐する助郷村の増加で対応することになる（後者は伝馬騒動を引き起こして失敗に終わる）。
幕府は明和元年（1764年）に、それまで「旅籠屋一軒につき飯盛女は2人まで」とされていた規制を緩め、宿場全体で上限を決める形式に変更。品川宿は500人、板橋宿・千住宿は150人までと定められ、結果として飯盛女の大幅な増員が認められた。これにより、各宿場の財政は好転し、同時に内藤新宿再開の障害も消滅した。また、10代将軍・徳川家治の治世に移り、消費拡大政策を推進する田沼意次が幕府内で実権を握りつつあったことも、再開に至る背景にあるとする説もある。
それでも宿場が再開されるまでには歳月を要し、最終的には高松喜六（5代目）の請願で許可が下りている。再開に際して飯盛女は宿場全体で150人までとする、年貢とは別に毎年155両を上納する、助郷村は33か所とする、などの条件が定められた。
宿場の再開により町は賑わいを取り戻し、文化5年（1808年）には旅籠屋が50軒・引手茶屋80軒との記録が残る。江戸四宿の中でも品川宿に次ぐ賑わいを見せ、その繁栄は明治維新まで続いた。現在では内藤新宿という地名は残っていないが、新宿の名はこの内藤新宿に由来するものである。

## 逸話
旗本・内藤新五左衛門（新五郎・新左衛門とも）の弟に、大八という者がいた。大八は内藤新宿の旅籠屋へ遊びに出かけて飯盛女と揉め、下男により袋叩きにされるという醜態をさらしてしまう。これを知った兄の新五左衛門は、大八を切腹させて大目付の元へ弟の首を届け、自らの知行と引き換えに、武士を侮辱した宿場の廃止を要求したという話がある。内藤新宿廃止の原因として伝えられた事件だが、この事件が本当に起こったものなのかは不明である。

## 遊女の取り締まり
甲州街道の内藤新宿では、次第に旅籠屋や茶屋が増え、岡場所としても賑わった。宿場に遊女を置くことは認められていなかったが、客に給仕をするという名目で飯盛女・茶屋女として置かれていた。
享保3年（1718年）には、宿場内に旅籠屋が52軒という記録が残っている。しかし、吉原がしばしば奉行所に提出していた遊女商売取り締まり願いの対象地になり、これが宿場廃止の原因の一つになったという。したがって、享保三年（1718年）10月に内藤新宿は幕府によって廃止された。

その後、明和元年（1764年）に、幕府はそれまで「旅籠屋一軒につき飯盛女は2人まで」とされていた規制を緩め、宿場全体で上限を決める形式に変更。品川宿は500人、板橋宿・千住宿は150人までと定められ、結果として飯盛女の大幅な増員が認められた。

ところで、内藤新宿は明和九年（1772年）高松喜六（5代目）の請願によって再開の許可が下りた。また、再開に際して内藤新宿の飯盛女は、板橋宿・千住宿と同じく宿場全体で150人までと定められた。

## 関連作品

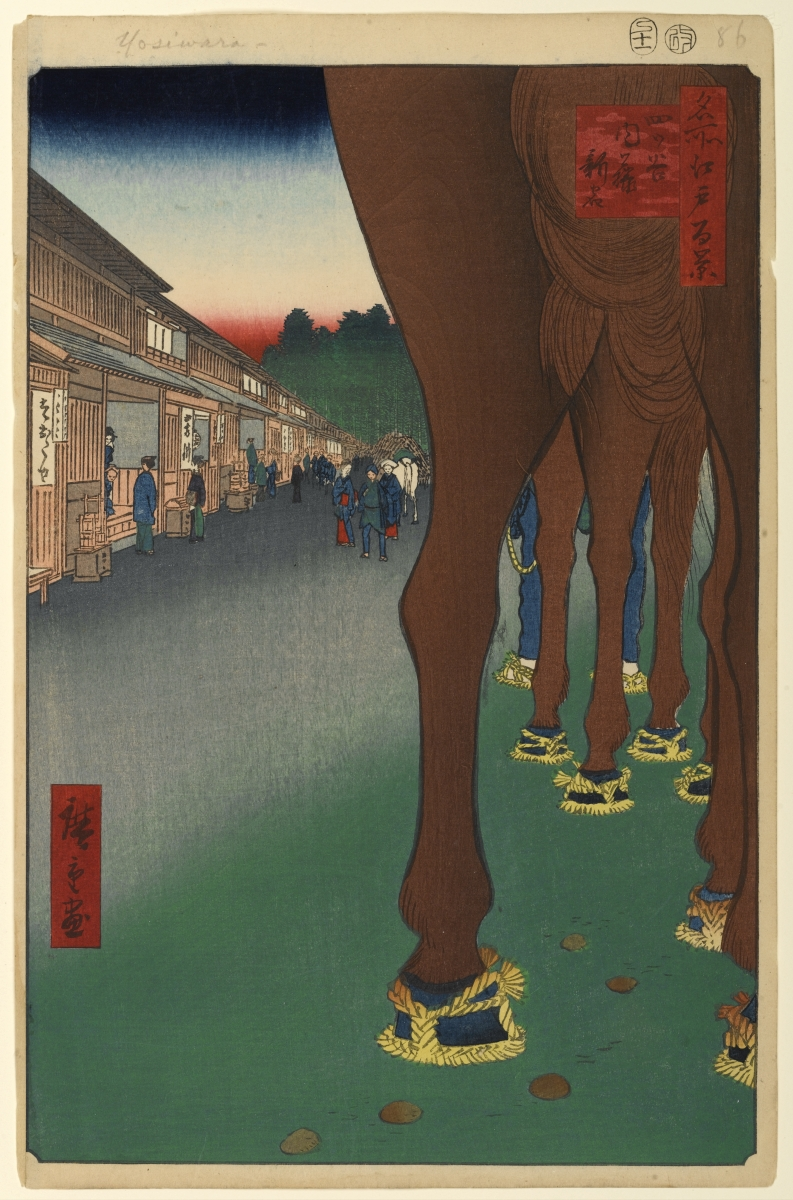
歌川広重『名所江戸百景』より「四ッ谷内藤新宿」

内藤新宿の繁栄は、芸術や文学の世界にも残されている。以下は代表的なものである。
- 錦絵『名所江戸百景』より「四ッ谷内藤新宿」：歌川広重の作。
- 錦絵『江戸名所百人美女』より「志ん宿」：歌川豊国（3代目）の作。
- 洒落本『甲駅新話』：馬糞中咲菖蒲の作（大田南畝の変名）。甲駅とは甲州街道の宿場で内藤新宿のこと。
- 落語『文違い』『五人廻し』：内藤新宿を舞台にした落語の廓噺。「五人廻し」の舞台は吉原との説もある。

## 名所・旧跡
太宗寺
仲町のすぐ北、内藤新宿の中央付近にある寺院。周囲に門前町も形成していた。江戸六地蔵の第三番、都内最大の閻魔大王像、「しょうづかの婆さん」と呼ばれ飯盛女たちの信仰を集めた奪衣婆像など、多くの文化財が現存する。
正受院
太宗寺の北、成覚寺と隣接する寺院。「綿のおばば」と呼ばれた奪衣婆像がある。嘉永元年（1848年）の年末から翌年にかけて評判となり、江戸中から内藤新宿へ参詣客が押し寄せる騒ぎとなった。この奪衣婆像を題材にして多数の錦絵が描かれている。
成覚寺
太宗寺の北、正受院と隣接する寺院。内藤新宿の飯盛女の投げ込み寺であった。共葬墓地に葬られた飯盛女たちを弔う「子供合埋碑」や、心中した男女らを供養するための旭地蔵など、内藤新宿繁栄の裏面を伝える文化財が残る。また、江戸時代中期の戯作者・恋川春町の墓がある。
天龍寺
上町の南にある寺院。江戸城裏鬼門鎮護。定刻より早く鐘を鳴らしたため、内藤新宿で遊行する人々に「追出しの鐘」と呼ばれた梵鐘、「時の鐘」が現存する。内藤新宿は江戸の外れにあり、武士が登城に遅れぬようにとの理由であった。
花園神社
上町の北にある神社。新宿総鎮守。江戸時代には「三光院稲荷」と呼ばれていた。町の守り神として信仰を集め、境内に設けた芝居小屋で行なわれた歌舞伎・義太夫などの「三光院芝居」は評判を呼んだ。

## 隣の宿場
江戸（日本橋） - 内藤新宿 - 高井戸宿（下高井戸宿 - 上高井戸宿）